# Raffinosio
Il raffinosio è un trisaccaride α-galattoside presente in alcune leguminose e brassicacee.
È il più semplice degli α-galattosidi, che vengono chiamati anche oligosaccaridi della serie del raffinosio (RFO), serie che comprende lo stachiosio e il verbascosio. Il raffinosio, ovvero il D-galattopiranosil-(1α→6)-D-glucopiranosil-(1α→2β)-D-fruttofuranoside, può essere immaginato come una unità del disaccaride saccarosio alla quale è condensata una unità dell'α-anomero del galattosio sull'idrossimetile (C-6) dell'unità di glucosio.
Il raffinosio è idrolizzato a D-galattosio e saccarosio dall'enzima α-galattosidasi (da non confondere con le β-galattosidasi, come la lattasi), un enzima non presente nel tratto digestivo degli esseri umani, che quindi non possono digerire il raffinosio e gli altri RFO. Questi oligosaccaridi pertanto passano intatti nell'ultimo tratto dell'intestino dove sono metabolizzati dai batteri presenti, causando disturbi come meteorismo e flatulenza.